# Stazione di Ospedaletto Lodigiano
Stazione di Ospedaletto Lodigiano vasútállomás Olaszországban, Lombardia régióban, Ospedaletto Lodigiano településen.

## Vasútvonalak
Az állomást az alábbi vasútvonalak érintik:
- Pavia–Mantua-vasútvonal

## Kapcsolódó állomások
A vasútállomáshoz az alábbi állomások vannak a legközelebb:
- Stazione di Orio Litta
- Stazione di Casalpusterlengo